# Brestská oblast
Brestská oblast (bělorusky Брэсцкая вобласць, rusky Брестская область, polsky Obwód brzeski) je administrativně-územní jednotka na jihozápadě Běloruska při hranicích s Polskem a Ukrajinou. Administrativním městem je Brest. Zaujímá rozlohu 32 300 km². K 1. 1. 2024 na jeho území žilo 1 308 569 obyvatel.

## Geografie
Brestská oblast se nachází v jihozápadní části Běloruska. Maximální délka od severu k jihu je 166 km a od východu na západ celkem 300 km. Zaujímá rozlohu 32,791 km² (15,7% území Běloruska).
Na východě sousedí s Minskou a Homelskou oblastí, na severu s Hrodenskou oblastí, na jihu s Rovenskou a Volyňskou oblastí na Ukrajině, na jihozápadě s Lublinským vojvodstvím a na západě s Podleským vojvodstvím v Polsku.

## Reliéf
Reliéf je charakterizován jako rovinný a nížinný. Průměrná nadmořská výška se pohybuje mezi 140 a 200 metry nad mořem. Jihozápadní část zabírá Běrasceské Polesí, na východě Pripjaťské Polesí a mezi nimi se nachází Zaharoddzje. V severozápadní části leží velká část Prybužanské roviny a na severu Baranavická rovina a část Navahrudské vysočiny.
Nejvyšší bod dosahuje výšky 267 m n. m., nachází se na jižních svazích Navahrudské vysočiny. Nejnižší místo leží ve výšce 121 m n. m., leží v údolí řeky Západní Bug na hranici s Polskem.

## Nerostné bohatství
Oblast má přírodní zdroje, které jsou základem pro vývoj průmyslové výroby s využitím místních přírodních zdrojů. Je to především stavební kámen, snadno tavitelné a žáruvzdorné jíly, sklo, stavební písek, rašelina, sapropel, štěrk, ložiska ropných břidlic a hnědého uhlí.

## Podnebí a vegetace
Podnebí je mírné kontinentální. Průměrná lednová teplota se pohybuje od -4,4°С v Brestu až k -6°С ve městě Baranavičy, v červenci 18 až 18,8°С. Pro oblast jsou charakteristické teplé zimy s častými oblevami. Vegetační období se pohybuje v rozmezí 258 a 260 dní na jihozápadě, od 240 do 245 dní na severovýchodě. Úhrn srážek se pohybuje mezi 550 a 645 mm za rok.
Lesy (borovicové, březové, olšové) pokrývají asi 36% jeho území. Zachovaly se velké lesní masivy jako je Bělověžský, Ružanský a Šarašoŭský prales. Bažiny jsou většinou nízko položená a pokrývají asi 20% území.

## Hydrografie
Řek patří do povodí Dněpru (Pripjať s přítokem Pina), Němenu (Ščara) a Západního Bugu (Muchavec). Na jeho území se nachází Dněpersko-bugský, Ahinský a Mikaševický kanál. Největšími jezery jsou Vyhanavské, Černé, Sporaŭské, Babrovické jezero. Na teritoriu byly vystavěny přehrady Loktyšy, Sjaljec a Pahost.
Na území leží 44 jezer a 30 přehrad, protéká jím více než 80 řek.

## Doprava
Brestskou oblastí prochází tranzitní koridor Berlín – Varšava – Brest – Minsk – Moskva, rozsáhlá železniční a silniční síť. Nabízí jednoduchý způsob, jak přicestovat do Vilniusu a Kyjev, což vytváří příznivé podmínky pro přepravu cestujících a nákladů z Evropy do Ruska, Ukrajiny a dalších zemí. Hlavní železniční uzel se táhne na trase Brest, Baranavičy, Luniněc, Žabinka. Hlavní silnice propojuje města ve směru Brest – Minsk, Brest – Homel.
V Brestu se nachází mezinárodní letiště první kategorie, který je uzpůsoben pro přepravu těžkých letadel jako Boeing 747. Na řekách Pripjať, Pina, Muchavec, Styr, Haryň a Dněpersko-bugském kanále je provozována vodní doprava. Mikaševický kanál používá společnost РУП „Граніт“ pro vývoz výrobků na řece Dněpr a dále po Dněpru. Územím oblasti prochází také ropovod Družba a plynovody Toržok – Minsk – Ivacevičy a Kobryn – Brest – Varšava.

## Administrativní dělení (rajóny)

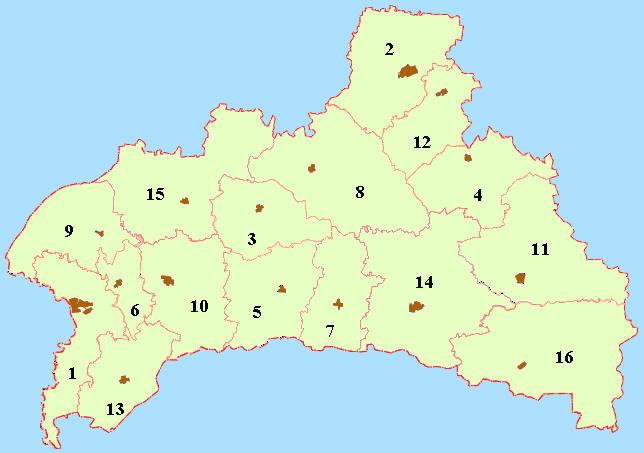
Mapa rajónů

Brestská oblast se skládá ze 16 rajónů, které jsou uvedé v následující tabulce:
| #  | Český název       | Původní název     | Administrativní centrum | Rozloha (km²) | Počet obyvatel (2009) | Hustota obyv./km² |
| -- | ----------------- | ----------------- | ----------------------- | ------------- | --------------------- | ----------------- |
| 1  | Běrasceský rajón  | Берасьцейскі раён | Běrasce                 | 1544,97       | 39 426                | 25,52             |
| 2  | Baranavický rajón | Баранавіцкі раён  | Baranavičy              | 2202,32       | 41 902                | 19,03             |
| 3  | Bjarozaŭský rajón | Бярозаўскі раён   | Bjaroza                 | 1412,77       | 66 988                | 47,42             |
| 4  | Hancavický rajón  | Ганцавіцкі раён   | Hancavičy               | 1709,58       | 31 170                | 18,23             |
| 5  | Drahičynský rajón | Драгічынскі раён  | Drahičyn                | 1855,06       | 42 948                | 23,15             |
| 6  | Žabinkaŭský rajón | Жабінкаўскі раён  | Žabinka                 | 684,17        | 25 031                | 36,59             |
| 7  | Ivanaŭský rajón   | Іванаўскі раён    | Ivanava                 | 1551,41       | 43 586                | 28,09             |
| 8  | Ivacevický rajón  | Івацэвіцкі раён   | Ivacevičy               | 2998,11       | 59 906                | 23,2              |
| 9  | Kamjaněcký rajón  | Камянецкі раён    | Kamjaněc                | 1687,11       | 39 143                | 23,2              |
| 10 | Kobrynský rajón   | Кобрынскі раён    | Kobryn                  | 2039,79       | 88 037                | 43,16             |
| 11 | Luniněcký rajón   | Лунінецкі раён    | Luniněc                 | 2708,51       | 73 200                | 27,03             |
| 12 | Ljachavický rajón | Ляхавіцкі раён    | Ljachavičy              | 1352,31       | 30 498                | 22,55             |
| 13 | Malarycký rajón   | Маларыцкі раён    | Malaryta                | 1373,63       | 25 780                | 18,77             |
| 14 | Pinský rajón      | Пінскі раён       | Pinsk                   | 3252,77       | 51 997                | 15,99             |
| 15 | Pružanský rajón   | Пружанскі раён    | Pružany                 | 2825,91       | 52 511                | 18,58             |
| 16 | Stolinský rajón   | Столінскі раён    | Stolin                  | 3342,06       | 80 695                | 24,15             |